# Kranjska Gora
Kranjska Gora je naselje s približno 1500 prebivalci in jedro občine Kranjska Gora. Je pomembno turistično ter zimskošportno središče, ki stoji v zgornjem delu savske doline ob izlivu Pišnice v Savo Dolinko. Okrog starega vaškega jedra (nekdaj Borovska vas) je zgrajen nov, večinoma turistični del naselja s hoteli, počitniškimi stanovanji in hišami, rekreacijskimi objekti, trgovinami in žičnicami ter smučarskimi progami in omrežjem kolesarskih in peš poti. Vse to daje Kranjski Gori z bližnjimi naselji Podkoren, Gozd Martuljek in Rateče podobo enotnega zgornjesavskega turističnega območja, pomembnega tako v letnem kot tudi zimskem turizmu. Kranjska Gora je prizorišče pomembnih mednarodnih smučarskih tekmovanj v alpskem smučanju na Vitrancu in smučarskih skokov ter poletov v Planici.
H Kranjski Gori spadajo tudi turistično naselje Jasna (Naselje Ivana Krivca) ob  istoimenskem jezeru ob cesti na Vršič ter dela glavnega naselja Čičare (Naselje Slavka Črneta) in Bezje ter Savsko naselje.

## Zgodovina
Zgornji del doline Save Dolinke je bil do 14. stoletja slabo poseljen; šele v začetku 14. stoletja so pričeli novonaseljenci v večji meri krčiti tamkajšnje gozdove in jih spreminjati v kmetijska zemljišča. Kraj, ki se v starih listinah prvič omenja 1326 kot Chrainow, je postal staro cerkveno in upravno središče za vasi od Podkorena do Srednjega vrha.
Naselje, ki je bilo v preteklih stoletjih precej odmaknjeno, je postalo prometno dostopnejše, ko so 1870 zgradili železniško progo Jesenice - Trbiž, ki so jo opustili leta 1966. Z izgradnjo proge se je pričelo dnevno odhajanje delovne sile predvsem na Jesenice v tamkajšnjo železarno, istočasno pa tudi razvoj turizma. Med prvo svetovno vojno zgrajena cesta čez prelaz Vršič pa je olajšala dostop v gorski svet in dolino Soče.
8. aprila 1941 so kraj zasedle italijanske okupacijske enote, a so ga kmalu prepustile nemškemu okupatorju. Ta je začasno v njem naselil Nemce iz Ljubljane, ki so 1941 optirali za Nemčijo. Tik pred koncem vojne je prišlo do hudih bojev med partizani in umikajočo se nemško vojsko.

## Kulturna dediščina
V starem vaškem jedru današnje Kranjske Gore stoji cerkev Device Marije Vnebovzete, v starih listinah prav tako prvič omenjena leta 1326 kot podružnica radovljiške prafare, je 1630 postala župnijska cerkev. Poznogotska stavba ima zvezdasto obokan prezbiterij in pravokotno ladjo, ki je bila v 19. stoletja podaljšana do prvotno prosto stoječega zvonika, postavljenega okoli leta 1500.
Med posvetnimi stavbami je najbolje ohranjena 300 let stara Liznjekova domačija (Borovška cesta 63), v njej je ob »črni kuhinji« in ohranjenem razporedu prostorov zdaj etnografska zbirka. V starem delu naselja je na rojstni hiši pisatelja, avtorja priljubljenih zgodb o Kekcu, J. Vandota spominska plošča (Podbreg 27).
- Franjo Kogoj (1894-1983), svetovno znani dermatovenerolog, podpredsednik JAZU
- Josip Lavtižar (1851-1943), zgodovinopisec, glasbenik, popotnik in potopisec
- Vid Černe (1926-2019), kulturni, turistični in športni (smučarski) delavec, domoznanec, publicist

## Naravna dediščina
Ajdovska deklica je kamnita podoba deklice, ki je našla svoj odmev v ljudski pripovedki.
Prisankovo okno v steni Prisanka je najbolj znano naravno okno v Julijskih Alpah in ena največjih naravnih odprtin na Slovenskem. Visoko je okoli 80 m in široko okoli 40 m. Gorski preval Vršič je najvišji cestni prelaz (1611 m) v Vzhodnih Julijskih Alpah ter naravna povezava med savsko in soško dolino.